# 馬瑟威爾主教座堂
馬瑟威爾主教座堂（英語：Motherwell Cathedral）是位於英國蘇格蘭馬瑟威爾的一座羅馬天主教的教堂，是天主教馬瑟韋爾教區的主教座堂。教堂於1900年12月9日開始使用。

## 外部連結
- Motherwell Cathedral homepage （页面存档备份，存于）